# Marco Ballotta
Marco Ballotta (né le 3 avril 1964 à Casalecchio di Reno, dans la province de Bologne en Émilie-Romagne) est un footballeur italien. Il était gardien de but.

## Biographie
Marco Ballotta est le plus vieux joueur à avoir disputé un match de Ligue des Champions, à l'âge de 43 ans et 252 jours (face au Real Madrid le 11 décembre 2007).

## Palmarès
- Parme AC :
  - Coppa Italia : 1991-1992
  - Coupe d'Europe des vainqueurs de coupe de football 1992-1993
  - Supercoupe de l'UEFA : 1993

- Lazio Rome :
  - Coppa Italia : 1997-1998, 1999-2000
  - Supercoppa italiana : 1998
  - Coupe d'Europe des vainqueurs de coupe de football 1998-1999
  - Supercoupe de l'UEFA : 1999
  - Serie A 1999-2000

- Modène FC :
  - Serie C : 1985-1986, 1989-1990